# Danielle Rousseau
(Il messaggio radio di Danielle Rousseau tradotto da Shannon Rutherford)
Danielle Rousseau è un personaggio della serie televisiva Lost. È una scienziata la cui spedizione è naufragata sull'isola 16 anni prima dello schianto del volo 815 della Oceanic Airlines, avvenuto il 22 settembre 2004. Deve il suo nome al filosofo svizzero Jean-Jacques Rousseau.

## Biografia

### Prima dello schianto del volo Oceanic 815
Sedici anni prima che il volo 815 della Oceanic Airlines precipitasse sull'isola, Danielle Rousseau era uno dei sei membri di una spedizione scientifica francese a bordo di una nave salpata tre giorni prima da Tahiti. Durante le ricerche Danielle, all'epoca incinta di sette mesi, ed il resto dell'equipaggio iniziano a captare un segnale proveniente dal sud del Pacifico che trasmette ininterrottamente sei numeri: 4, 8, 15, 16, 23, 42. Mentre cercano di localizzare la fonte del segnale, la nave si arena negli scogli circostanti l'isola. Prima di raggiungere la riva, l'equipaggio trova in mare Jin-Soo Kwon, uno dei sopravvissuti del volo 815 che sta sperimentando dei salti temporali a seguito dello spostamento dell'isola stessa da parte di Benjamin Linus.
Successivamente la Rousseau racconterà ai sopravvissuti dello schianto che due mesi dopo l'approdo del suo equipaggio sull'isola i nativi dell'isola, che lei chiama gli Altri, hanno trasmesso una malattia che ha infettato i membri del suo equipaggio. Lei credeva che questa malattia si sarebbe potuta propagare anche fuori dall'isola, così uccise i suoi colleghi, compreso suo marito Robert. Quando Jin viaggia nel passato nota però una differente versione dei fatti: fu il mostro di fumo nero, e non gli Altri, il responsabile della "malattia" che la obbligò ad uccidere l'equipaggio. Jin assiste ad un confronto tra la Rousseau e il padre di sua figlia, Robert, dove lei gli puntava un fucile e lo accusava di essere cambiato dopo l'entrata nel tempio. Robert negò le sue accuse dicendole che il mostro era solo un sistema di sicurezza del tempio e la convinse ad abbassare l'arma, dopodiché sparò lui a Danielle, ma la pistola si rivelò scarica, cosicché la Rousseau lo uccise. Ella provò ad uccidere anche Jin, essendo stata testimone della sua sparizione quando l'equipaggio entrò dentro la tana del fumo nero, credendo che fosse anch'egli infetto.
Successivamente, la Rousseau si dirige verso la torre radio e cambia il segnale, sostituendo i numeri con una angosciante richiesta di soccorso. Tre giorni dopo dà alla luce sua figlia, Alexandra. Una settimana dopo la nascita di Alex, Danielle viene visitata da Benjamin Linus, il quale le rapisce la figlia. Ben le dirà che in realtà sta salvando la bambina e le dice di non seguirlo pena la morte; inoltre, aggiungerà che se vuole sopravvivere, quando sentirà dei sussurri dovrà correre dalla parte opposta. Dopo questo episodio, la Rousseau inizierà a costruire delle trappole lungo l'isola nella speranza di catturare i responsabili del rapimento di Alex.
Col passare del tempo, a causa della solitudine, la sua lucidità mentale inizia a diminuire.

### Dopo lo schianto

#### Prima stagione
Danielle fa la sua prima apparizione nell'episodio della prima stagione Solitudine, dove cattura Sayid Jarrah, uno dei sopravvissuti allo schianto, e lo tortura fino a convincersi che non è uno degli Altri. Lei permette a Sayid di ritornare al suo campo, e lo mette in guardia sul tenere gli occhi aperti sugli altri sopravvissuti. Poco più di due settimane dopo, incontra una delirante Claire Littleton nella giungla, che Alex ha lasciato lì dopo averla aiutata a fuggire dagli Altri che l'avevano rapita. Temendo che le sue urla potessero allertare gli Altri, Danielle la rende incosciente e la porta vicino al campo dei sopravvissuti. La Rosseau fa un'altra apparizione in Numeri, dove spara a Charlie e Hurley credendoli membri degli Altri. In Esodo, prima parte, il quarantatreesimo giorno dopo lo schianto Danielle arriva al campo e avvisa i sopravvissuti che gli Altri stanno arrivando. Dopo che Claire ha dato alla luce Aaron, lei lo rapisce per scambiarlo con gli Altri con la figlia strappatagli sedici anni prima da Benjamin Linus. Quando si rende conto che in realtà gli Altri non stanno arrivando, restituisce a malincuore il piccolo Aaron a Sayid.

#### Seconda stagione
Nella seconda stagione, due settimane dopo, Danielle informa Sayid che ha catturato uno degli Altri, il quale si rivelerà essere proprio Ben. Successivamente, Danielle si unisce a Kate e Claire in una spedizione alla stazione Caduceo per trovare delle medicine per Aaron. Amareggiata per non aver trovato tracce di Alex, la Rousseau sta quasi per lasciare Kate e Claire quando quest'ultima le dice di credere che la Alex che sta cercando è la persona che l'ha aiutata a fuggire quando è stata rapita dagli Altri.

#### Terza stagione
Nella terza stagione, Kate persuade Danielle ad aiutarli a trovare l'ubicazione degli Altri, informandola che Alex l'ha aiutata a fuggire quando lei era stata catturata. All'arrivo alle baracche, Danielle si stacca dal gruppo ed osserva da un cespuglio Alex camminare. Dopo questo avvenimento, Danielle guida il gruppo dei sopravvissuti verso la torre radio per contattare il cargo. Durante il viaggio incontra Ben e Alex; Ben spiega ad Alex chi è la Rousseau e madre e figlia si riuniscono.

#### Quarta stagione
Nella quarta stagione il gruppo si divide. Chi crede che l'equipaggio del Kahana sia pericoloso, incluse Danielle e Alex, segue Locke. Dopo aver appreso che l'obiettivo dell'equipaggio del cargo è quello di uccidere tutti i presenti sull'isola, Ben consiglia a Danielle, insieme a Alex e al suo fidanzato Karl, di dirigersi al tempio, dove si trovano il resto degli Altri e che rimane l'unico posto sicuro. Durante il tragitto, la Rousseau e Karl vengono colpiti ed uccisi da un improvviso attacco lanciato da un gruppo di mercenari del cargo guidati da Martin Keamy. I corpi sotterrati verranno successivamente scoperti da Miles, Sawyer e Claire dopo che questi hanno abbandonato Locke per dirigersi alla spiaggia.